# Dumitru Zidu
Dumitru Zidu (n. 9 mai 1932, satul Giurgiulești - d. 2002) a fost un deputat moldovean în Parlamentul Republicii Moldova, ales în Legislatura 2001-2005 pe listele partidului Alianța Braghiș.
A fost primul secretar de partid (comunist) la formarea raionului Ștefan Vodă în 1964 (pe atunci - Suvorov), ministrul al învățâmîntului.
În perioada 23 aprilie 2001 - 27 septembrie 2002, a fost membru supleant în delegația Republicii Moldova la Adunarea Parlamentară a Consiliului Europei.